# Université de Shkodër
L'université de Shkodër ou université de Shkodra, dénommée officiellement université Luigj Gurakuqi de Shkodër (en Albanais : Universiteti "Luigj Gurakuqi" i Shkodrës), est une université publique située à Shkodër, en Albanie.

## Historique
Fondé en 1957, l'établissement porte le nom de Luigj Gurakuqi (1879-1925), un homme politique albanais qui fut ministre de l'Éducation.
L'université de Shkodër comte 6 facultés, 14 départements et plus de 140 professeurs.
- Faculté des Sciences sociales (Fakulteti i Shkencave Shoqërore)
- Faculté des Sciences naturelles (Fakulteti i Shkencave Natyrore)
- Faculté des Sciences de l'éducation (Fakulteti i Shkencave të Edukimit)
- Faculté d'Économie (Fakulteti Ekonomik)
- Faculté de Droit (Fakulteti i Drejtësisë)
- Faculté des Langues étrangères (Fakulteti i Gjuhëve të Huaja)